# Lahouda
Lahouda est une localité de l'ouest de la Côte d'Ivoire et appartenant au département d'Oumé, dans la région du Gôh (ex-Fromager). La localité de Lahouda est un chef-lieu de commune.